# Харгров, Майкл
Ма́йкл Ха́ргров (англ. Michael Hargrove; род. Бермингем, Алабама, США) — американский актёр и режиссёр, известный своими ролями Кэндимена в драматическом фильме ужасов «Кэндимен» (2021) и Артура в драматическом биографическом фильме «Экспресс: История легенды спорта Эрни Дэвиса». 
В 2002 году был удостоен премии Black Theater Alliance Awards.  

## Карьера
Дебют Харгрова в кино состоялся в 2008 году (до этого он выступал исключительно в театральных и сценических постановках) в мелодраматическом фильме-мюзикле «Если бы весь мир был моим», в котором он исполнил эпизодическую роль отца Генри. 
В том же 2008 году Харгров исполнил второстепенную роль Артура в драматическом биографическом фильме «Экспресс: История легенды спорта Эрни Дэвиса». 
В 2015 году Харгров исполнил эпизодическую роль шерифа в драматическом телесериале от телеканала NBC «Пожарные Чикаго» в одном из эпизодов. 
В 2016 году Майкл исполнил второстепенную роль Джона Эллиса в спин-оффе «Пожарных Чикаго» — «Полиции Чикаго». 
В 2021 году Харгров исполнил первую центральную роль в своей карьере — он исполнил роль Шермана Филдса, более известного как Кэндимен, в драматическом фильме ужасов «Кэндимен», заменив на этой роли Тони Тодда, который исполнял роль Кэндимена в первых трёх фильмах франшизы. 
В 2023 году Харгров исполнил второстепенную роль Джексона Ли в детективном криминальном телесериале от телеканала FX «Правосудие: Первобытный город». 

## Фильмография
| Год  |   | Русское название                             | Оригинальное название              | Роль         |
| ---- | - | -------------------------------------------- | ---------------------------------- | ------------ |
| 2008 | ф | Если бы весь мир был моим                    | Were the World Mine                | отец Генри   |
| 2008 | ф | Экспресс: История легенды спорта Эрни Дэвиса | The Express: The Ernie Davis Story | Артур        |
| 2015 | с | Пожарные Чикаго                              | Chicago Fire                       | шериф        |
| 2016 | с | Полиция Чикаго                               | Chicago P.D.                       | Джон Эллис   |
| 2021 | ф | Кэндимен                                     | Candyman                           | Шерман Филдс |
| 2022 | с | Медики Чикаго                                | Chicago Med                        | Джо          |
| 2023 | с | Правосудие: Первобытный город                | Justified: City Primeval           | Джексон Ли   |
| 2024 | ф | Что случилось с Дороти Белл?                 | What Happened to Dorothy Bell?     | Даррен Грей  |